# Verdrag van Vriendschap en Handel tussen de Verenigde Staten en Frankrijk
Het Verdrag van Vriendschap en Handel (Engels: Treaty of Amity and Commerce) tussen de Verenigde Staten en koninkrijk Frankrijk werd getekend op 6 februari 1778 en creëerde een informele alliantie tussen beide landen tijdens de Amerikaanse Onafhankelijkheidsoorlog. Het verdrag erkende de Verenigde Staten als een onafhankelijke staat en promootte handel tussen de twee staten.
Het verdrag is de uitkomst van onderhandelingen in Parijs. Frankrijk was eerst huiverig om banden aan te knopen met de Amerikanen, omdat men verwachtte dat de Verenigde Staten de opstand tegen het Koninkrijk Groot-Brittannië niet zou kunnen volhouden. Na een grote nederlaag van Britse troepen onder leiding van John Burgoyne op 17 oktober 1777 kregen de Fransen vertrouwen in de Amerikaanse zaak.